# Candace Cameron Bure
Candace Helaine Cameron Bure (Panorama City, San Fernando Valley, Californië, 6 april 1976) is een Amerikaans actrice en voormalig kindster.
Cameron speelde tussen 1987 en 1995 oudste dochter D.J. in de televisieserie Full House. Daaraan hield ze ook buiten de set vriendschappen over. Zo was ze bijvoorbeeld getuige bij de bruiloft van collega Jodie Sweetin.

## Film en tv
Op jonge leeftijd begon Cameron met acteren en kreeg rollen in reclames, televisieseries en films. Zo was ze te zien in de series Who's the Boss?, Growing Pains en St. Elsewhere.
In 1986, op tienjarige leeftijd, deed ze auditie voor de rol van D.J. Tanner in de serie Full House, die ze kreeg. De show bleef acht jaar op de televisie.
Terwijl ze nog in Full House zat, speelde ze in verschillende films. Zo was ze te zien als een mishandeld meisje in No One Would Tell, She Cried No en Night Scream. Ze was te zien in een aflevering van Bil Nye, kwam voorbij in de film Punchline met Tom Hanks en Sally Field. In 1987 speelde ze de rol van de jongste zus van Eric Stoltz in het tienerdrama Some Kind of Wonderful.
Na het einde van Full House was ze te zien in Cybill en Boy Meets World. Na de geboorte van haar drie kinderen stopte ze een tijdje met tv en film, om meer bij haar kinderen te kunnen zijn.
Recenter was Cameron te zien in onder meer I Love the 80s en I Love the 80s Strikes Back. Ook was ze te gast in 50 Cutest Child Stars: All Grown Up. In 2007 was ze te zien in de serie That's So Raven als de lerares van Raven.
Ze was zes keer genomineerd voor een acteerprijs, waarvan ze één keer won: in de categorie beste actrice won ze de Kids Choice Award voor Full House.
Vanaf 2015 speelt Cameron de rol van Aurora Teagarden in de gelijknamige televisieserie op Hallmark Channel. De serie is gebaseerd op de boeken van auteur Charlaine Harris.
In 2016 speelde ze in de 13-delige televisieserie Fuller House, als DJ Tanner-Fuller, waar ze de hoofdrol vertolkte. In een aflevering gaat ze een professioneel worstelgevecht aan. Hier is geen stuntvrouw ingehuurd, ze besloot te trainen en zelf alle scènes te doen in en om de ring.

## Persoonlijk
De acteur Kirk Cameron is haar broer, verder heeft ze twee zussen. Ze is sinds 22 juni 1996 getrouwd met Valeri Bure, een Russisch ijshockeyer. Ze leerde hem kennen via Full House-collega Dave Coulier. Ze hebben drie kinderen.

## Filmografie

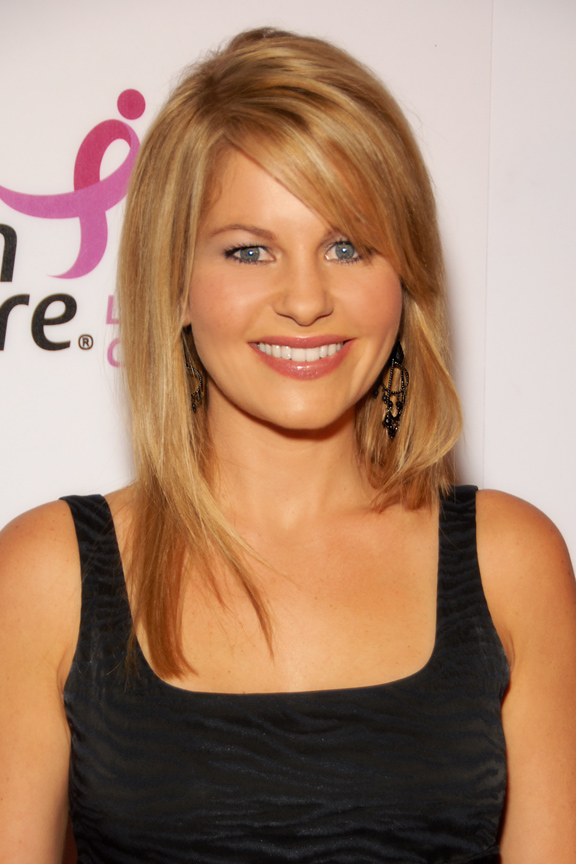
Cameron in 2009